# Parallelstrahl

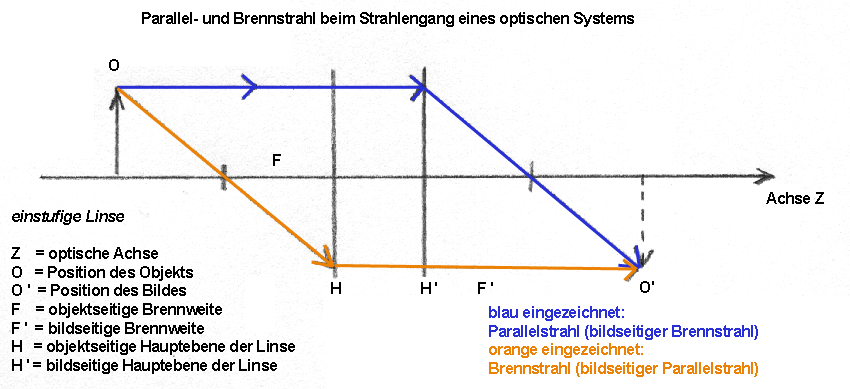
Verlauf von Brennpunktstrahl und Parallelstrahl in einem sammelnden optischen System (Objektiv)

Der Parallelstrahl ist eine Konstruktionshilfe für den Strahlengang eines optischen Systems.
Ausgehend vom abzubildenden Objektpunkt O läuft er parallel zur optischen Achse bis zur bildseitigen Hauptebene des optischen Systems, und von dort als bildseitiger Brennpunktstrahl (d. h. durch den bildseitigen Brennpunkt verlaufender Strahl) weiter bis zur Bildebene, wo er sowohl den Mittelpunktsstrahl als auch den bildseitigen Parallelstrahl schneidet, die im Objektraum von dem gleichen Objektpunkt ausgehen. Dieser Schnittpunkt ist somit der Bildpunkt O'.
Wenn das System zerstreuend ist, wie z. B. eine einzelne Zerstreuungslinse, wird der Parallelstrahl so gebrochen, dass der rückwärtig verlängerte bildseitige Strahl durch den bildseitigen Brennpunkt verläuft.